# Joseph Barnett
Joseph Barnett, también llamado por sus apodos Danny Barnett y “Joe”, fue un cortador de pescado que trabajó a finales de la década del ochenta del siglo XIX en el mercado de Billinsgate, situado en el East End de Londres, y que devino conocido por haber sido la última pareja de la víctima Mary Jane Kelly. No se sospechó que la hubiese asesinado y, menos aún, que él fuera el homicida serial Jack el Destripador, hasta época reciente, cuando se lo propusiera al efecto sobre la base de especulaciones y a pruebas meramente circunstanciales.

## Biografía
Joseph Barnett nació el 25 de mayo de 1858 en el barrio de Hairbrain, Whitechapel. Fue el cuarto hijo de John Barnett y Catherine. Los padres de Joe habían huido de su Irlanda natal para instalarse en Gran Bretaña empujados por las hambrunas que por entonces azotaron aquel país. El padre de Joseph era un trabajador de los muelles. Los Barnett ya tenían un hijo antes de trasladarse a Whitechapel, este de Londres, donde engendraron a Daniel en 1851, a Catherine en 1853, a Joseph en 1858, y finalmente a John en 1860.
En 1861 la familia se mudó a la cercana calle Cartwright, y vivieron allí hasta 1864, cuando John Barnett, que trabajaba de portero en el mercado de pescado de Billingsgate, falleció de pleuresía en julio de ese año. Su hijo mayor Denis asumió la responsabilidad como jefe de la familia, aunque se casó con Mary Ann Garrett en 1869 y se instaló en Bermondsey.
Antes de cumplir 20 años, Joseph empezó a laborar en el mercado de Billinsgate sirviendo como cortador de pescado, empleo que mantuvo durante más de una década, aunque con intermitencias, hasta que lo terminaron despidiendo en octubre de 1888, cuando contaba con 30 años y ya convivía con una chica también originaria de Irlanda: Mary Jane Kelly.
Sobre la vida de este hombre después de la muerte de Kelly poco se sabe. Recién vuelve a aparecer en algún registro en 1906, cuando se le otorgó una licencia como portero, nuevamente en el mercado de Billingsgate. En esa época vivía en el número 18 de New Lane Gravel, Shadwell, con su hermano Daniel. Al año siguiente, en su licencia laboral figura residiendo en el número 60 de Red Lion Street, Shadwell. Y en 1908, consta residiendo en Tencas Street, en la localidad inglesa de Wapping.
Por su parte en 1919 surge en el registro electoral afincado en el número 106 de la calle Red Lion, en Shadwell, conviviendo con Louisa Barnett, quien figura como su esposa, aunque no hay evidencia documental para confirmar si se casó ni si tuvo hijos con ella. La pareja permaneció viviendo en esta dirección hasta la muerte de Louisa el 3 de noviembre de 1926. Poco después, consta que Joseph Barnett murió el 29 de noviembre de 1926 a los 68 años. La causa de la muerte fue edema en los pulmones y bronquitis aguda.

## La relación con Mary Jane Kelly
Joseph Barnett tenía 30 años, y estaba cesado de su trabajo habitual cuando fue brutalmente asesinada su exnovia Mary Jane Kelly, el viernes 9 de noviembre de 1888. Su actividad usual consistía en trabajar como mozo de carga en el mercado de pescado de Billingsgate, en el este de Londres, aunque ocasionalmente laboraba de peón en la construcción. Fue el último concubino de la joven y sensual irlandesa conocida como “Marie Jeannette”, “Fair Emma”, “Ginger”, y por varios otros seudónimos, y hasta escasos días precedentes a la tragedia compartió con ella la minúscula habitación número 13 del edificio llamado Miller´s Court, situado en el número 26 de la calle Dorset.
El 30 de octubre de ese año precisamente se había separado de la chica luego de protagonizar una virulenta pelea, en cuyo transcurso los airados amantes se agredieron lanzándose cuanto objeto contundente tuvieron a mano. Como resultado de tal estropicio, se rompió el vidrio de la ventana contigua a la puerta que daba ingreso al modesto alojamiento.
Barnett testimonió posteriormente que, una vez acontecida dicha reyerta y a pesar de la separación, volvieron a verse fuera de la vivienda algunas veces más, aunque sólo amistosamente. Tanto él como Mary habrían adoptado, a partir de entonces, la costumbre de introducir el brazo a través de esa hendidura a fin de abrir desde adentro el pórtico empujando el cerrojo interior, puesto que habrían extraviado la única llave y no contaban con dinero para fabricarse una copia.
Esa versión parecía incongruente y suscitó la desconfianza de las pesquisas. Si el concubino se había alejado de la mujer, y no reincidió en cohabitar con ella, no se entendía su afirmación de que ambos abrían la puerta sin llave valiéndose del procedimiento que él describió. No obstante, el exnovio se defendió al ser interrogado y explicó que, pese a aquel enfrentamiento, se mantuvieron en cordiales términos, al punto de que cuando de nuevo consiguió trabajo le ofreció auxilio económico a la muchacha.
Tampoco escasearon deponentes ratificando que el joven regresó en más de una oportunidad para visitar a su querida, y que los vieron bebiendo en una taberna en compañía de Julia Venturney, otra residente de Miller´s Court. Esta información respaldaba los dichos del hombre sobre que la inestable pareja se hallaba en proceso de reconciliación.
En la ulterior encuesta judicial instruida tras el asesinato de Mary Kelly, fue llamado al estrado en calidad de testigo. Una vez allí aseguró que reconoció a su antigua amante, pese al estado calamitoso del cadáver, por la forma de sus ojos y orejas. Luego de esa declaración, Barnett suministró ante la justicia la mayor parte de los escasos datos que se poseen sobre la vida de aquella desdichada.

## La conexión con Jack el Destripador
Aun cuando los investigadores de la época no recelaron que este individuo hubiese consumado asesinato alguno, en tiempos más recientes devino acusado de ser el sórdido ejecutor secuencial del East End por más de un estudioso en el caso de Jack the Ripper. Las iniciales suspicacias que recayeron sobre Joseph Barnett datan del año 1972 cuando, en un artículo editado por la revista True Crimen, el exdetective británico Bruce Paley sugirió su nominación a tales efectos.
Años más tarde, en un libro publicado en 1995 cuyo título traducido al español se lee como “Jack el Destripador: La simple verdad”, ese mismo autor retomó la teoría sumando nuevas especulaciones para avalar la candidatura como asesino-ejecutor del cortador de pescado de Billinsgate.
Esencialmente dicho escritor pretendió que el joven amaba apasionadamente a su novia Mary Jane Kelly, y que se desesperaba buscando alejarla de la prostitución y el alcoholismo. A fin de atemorizarla para que esta abandonase su existencia disoluta, y accediese a convivir definitivamente con él, se dedicó a diezmar brutalmente a sus compañeras de oficio.
Téngase en cuenta que Joseph Barnett solía leerle a su pareja los reportes de prensa donde se narraban las lúgubres hazañas del victimario, y esta con frecuencia le preguntaba si no habían capturado aún al responsable de la matanza de rameras. El plan pareció tener éxito, pues la asustada joven durante un tiempo dejó de recorrer las calles. Empero a fines de octubre Mary pasó a compartir su habitación con otra prostituta de nombre María Harvey, de la cual algún autor incluso propuso que sostenía una relación lésbica con Kelly. Esta situación atizó la ira del ex concubino, quien decidió retirarse tras una álgida pelea el 30 de octubre de 1888.
De acuerdo con esta formulación, luego de algún intento de reconciliación frustrado el sujeto arribó imprevistamente esa noche del 9 de noviembre a la pieza de su examante. Y allí se produjo una terrible disputa final. Advirtiendo el definitivo rechazo de la mujer, y poseído por un incontrolable acceso de celos y  de furia, Joseph podría haber terminado masacrándola también a ella.
Se han destacado una serie de argumentos en apoyo de la hipótesis que culpa a Joe Barnett de los asesinatos, a saber: 
1) Habría conservado la llave de la habitación que compartía con Mary Kelly y, tras consumar el homicidio, salió y dejó cerrada la puerta utilizando dicha llave, la cual no se había extraviado, a diferencia de lo que falsamente adujo.
2) Su fisonomía semejaba a la persona que fue descrita acompañando a algunas víctimas instantes previos a sus óbitos; sobre todo concuerdan la edad y la estatura.
3) Moraba en el centro del distrito de Whitechapel en el año 1888, cuando acontecieron los crímenes del otoño del terror.
4) Podría haber conocido a otras asesinadas, quienes habrían estado con la guardia baja en su presencia, circunstancia que explica que no se defendieran cuando las atacó, pues a las meretrices este hombre les resultaba familiar al ser novio de una de ellas.
5) Se supo, y él así lo admitió ante la Policía, que días antes del asesinato de Mary Kelly había reñido violentamente con esta víctima.
6) Se especuló que Catherine Eddowes lo conocía, sospechaba de él, y así se lo comentó al portero de una pensión. El homicidio de esta fémina habría tenido por razón eliminar a un testigo peligroso. 
7) Tras la muerte de Annie Chapman se halló, en el patio de la calle Hanbury, un sobre que pertenecería a Barnett, quien lo habría extraviado cuando cometió aquel crimen.
8) Era de origen irlandés, por lo que podía haber redactado la carta “Desde el Infierno” dirigida a George Lusk, la cual contenía modismos escritos en ese idioma.
9) Como trabajador del mercado fileteaba pescados y poseía un arma apropiada que coincidía con el cuchillo con el cual el asesino infirió los cortes a sus numerosas víctimas.
10) El 30 de septiembre de 1888, en la noche del doble evento, la ruta de escape tomada por el homicida conduce hacia su domicilio. incluso se habría lavado las manos ensangrentadas en una fuente próxima a Miller´s Court, donde por entonces residía.
11) En la escena del crimen de Mary Kelly fue hallada una pipa suya. Si él se había llevado todas sus pertenencias unos días antes y ya no regresó a ese lugar, tal cual afirmó, no se explica que ese objeto estuviese allí.
12) Tenía un motivo para perpetrar los desmanes de 'Jack el Destripador'. No se trataba de un enajenado o de un psicótico, sino un sujeto inteligente y astuto a quien –precisamente debido a estas características– la policía nunca logró atrapar.

## Similitudes entre el perfil de Joseph Barnett y un perfil psicológico del asesino elaborado por el FBI
|   | Joseph Barnett | Perfil psicológico del asesino |
| - | --- | --- |
| 1 | Barnett tenía 30 años en 1888, era de cutis blanco, y su vida entera la pasó en Whitechapel o en sus alrededores.                                                                                       | Hombre blanco, entre 28 y 36 años de edad, viviendo o trabajando en el área de Whitechapel.                                          |
| 2 | El padre de Joseph Barnet murió cuando su hijo tenía seis años. | En la niñez, la figura paterna presumiblemente estuvo ausente o pasiva.                                                              |
| 3 | Barnett trabajaba en un mercado de pescado, e indudablemente era experimentado en limpiar y filetear pescado, y en el manejo del cuchillo.                                                              | El asesino probablemente tenía una profesión en la cual podría experimentar libremente sus tendencias destructivas.                  |
| 4 | Barnett fue interrogado durante cuatro horas luego del asesinato de Kelly, pero la policía pareció satisfecha con su testimonio y con posterioridad no parecen haber sospechado de él.                  | El asesino probablemente cesó su matanza o porque fue detenido por algún otro crimen, o porque se sintió cerca de ser descubierto.   |
| 5 | Según un noticiero contemporáneo, Barnett repetía en el interrogatorio las últimas palabras habladas por su interlocutor. Esto podría ser una indicación de ecolalia o de algún otro defecto del habla. | El asesino probablemente tenía algún tipo de defecto físico, que con mucha frecuencia le generaba frustración o cólera o desilusión. |